# Astragalus macrocarpus
Astragalus macrocarpus är en ärtväxtart som beskrevs av Dc. Astragalus macrocarpus ingår i släktet vedlar, och familjen ärtväxter. Utöver nominatformen finns också underarten A. m. lefkarensis.

## Bildgalleri

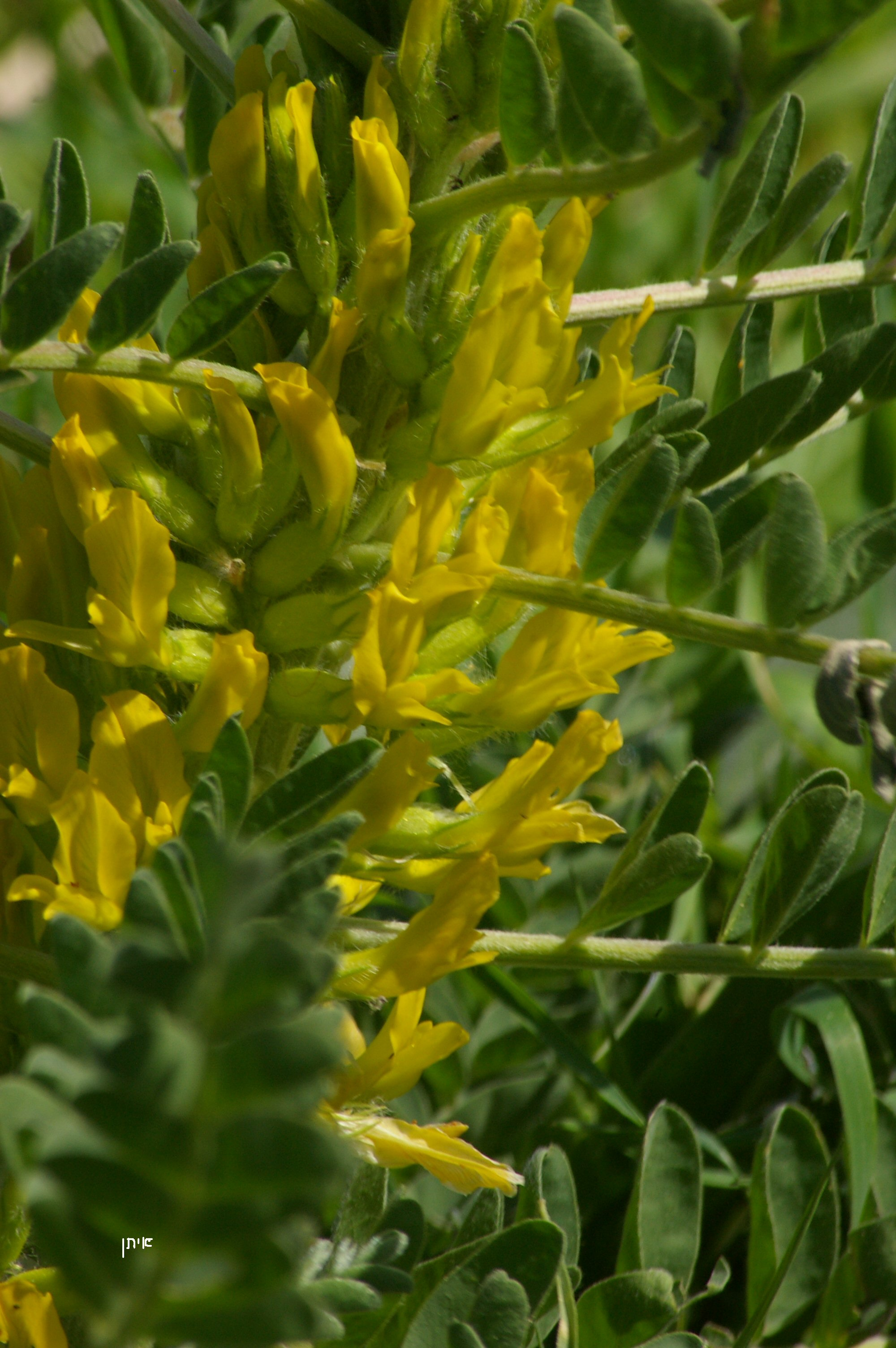
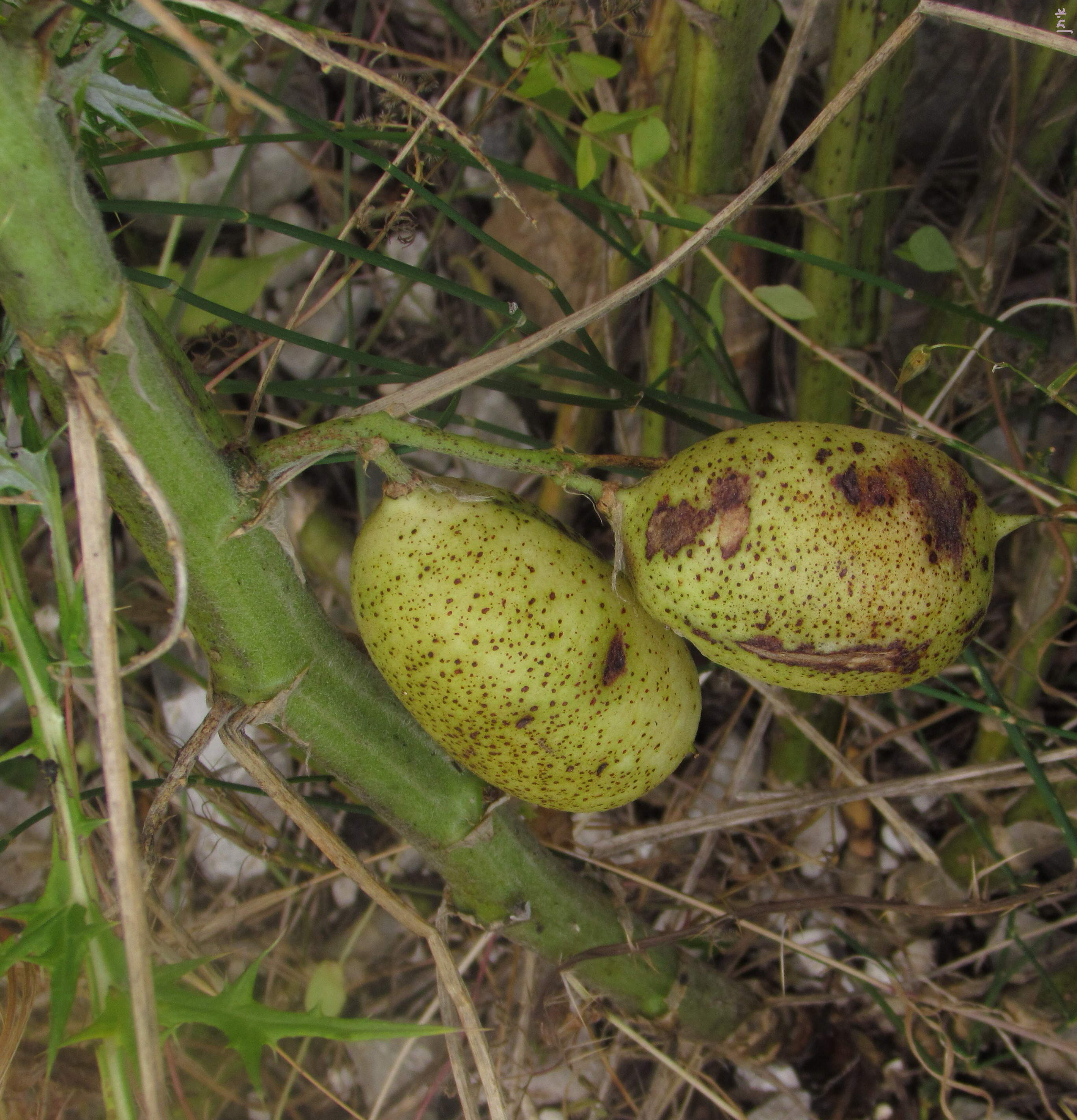
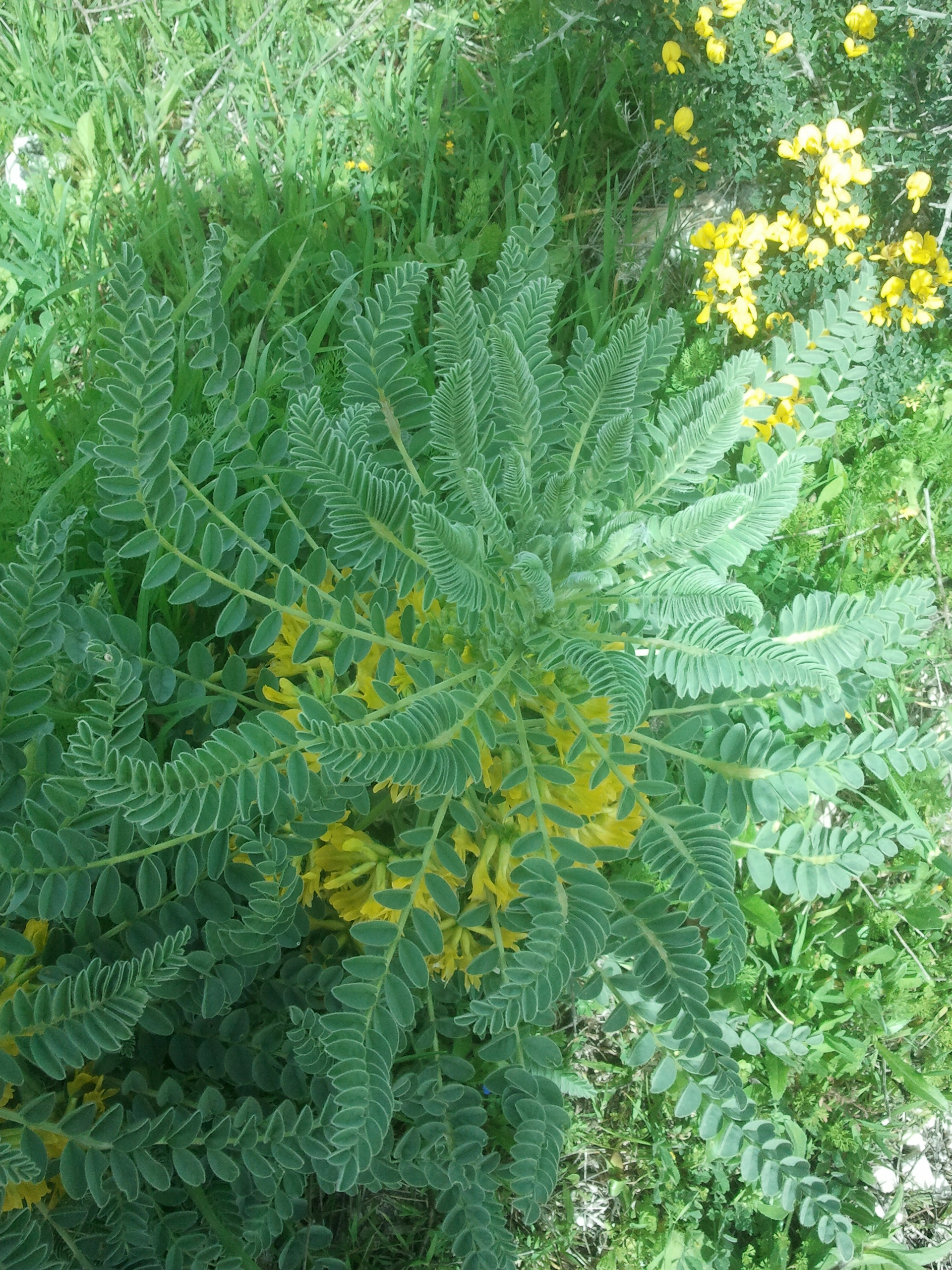
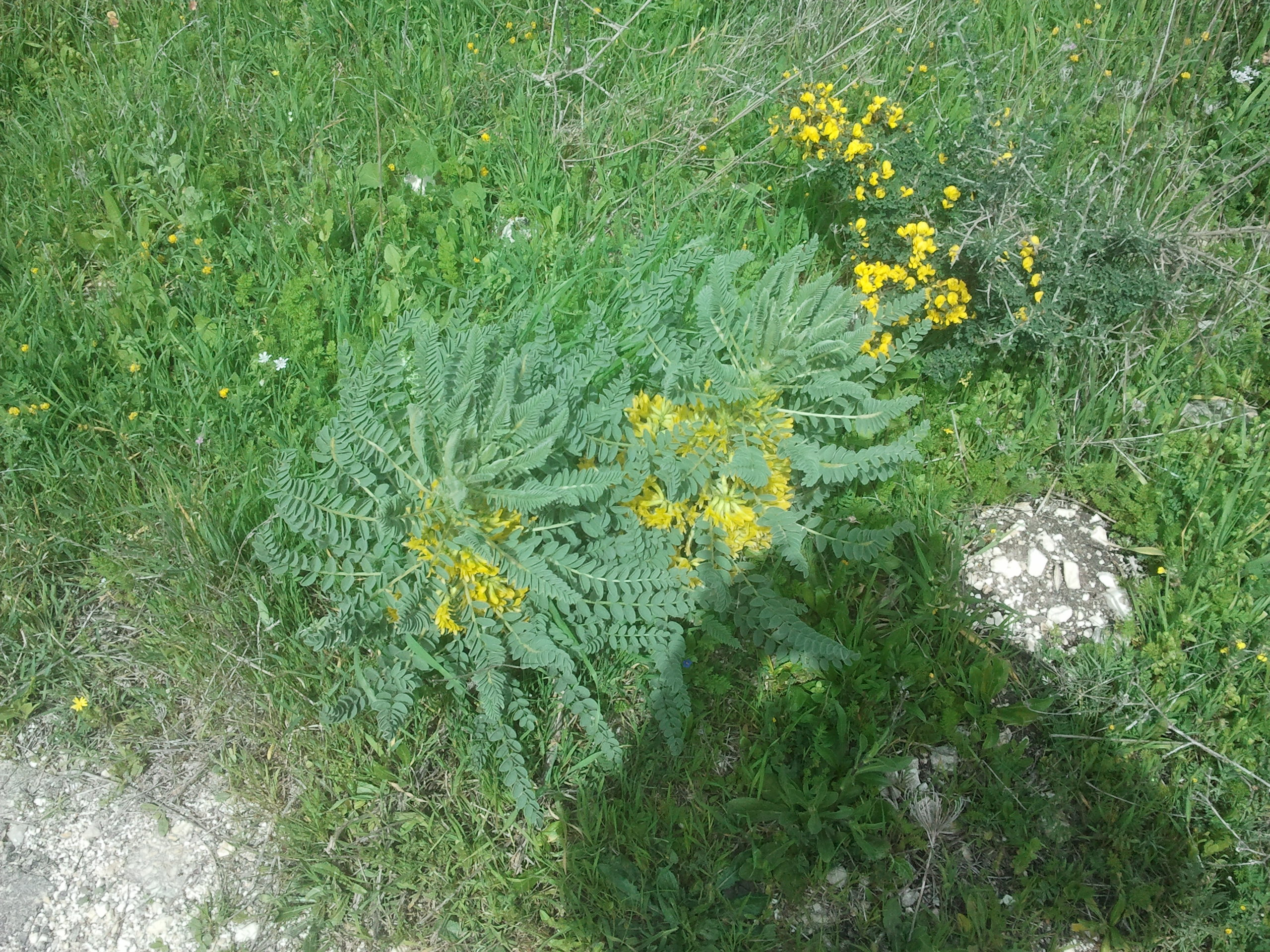
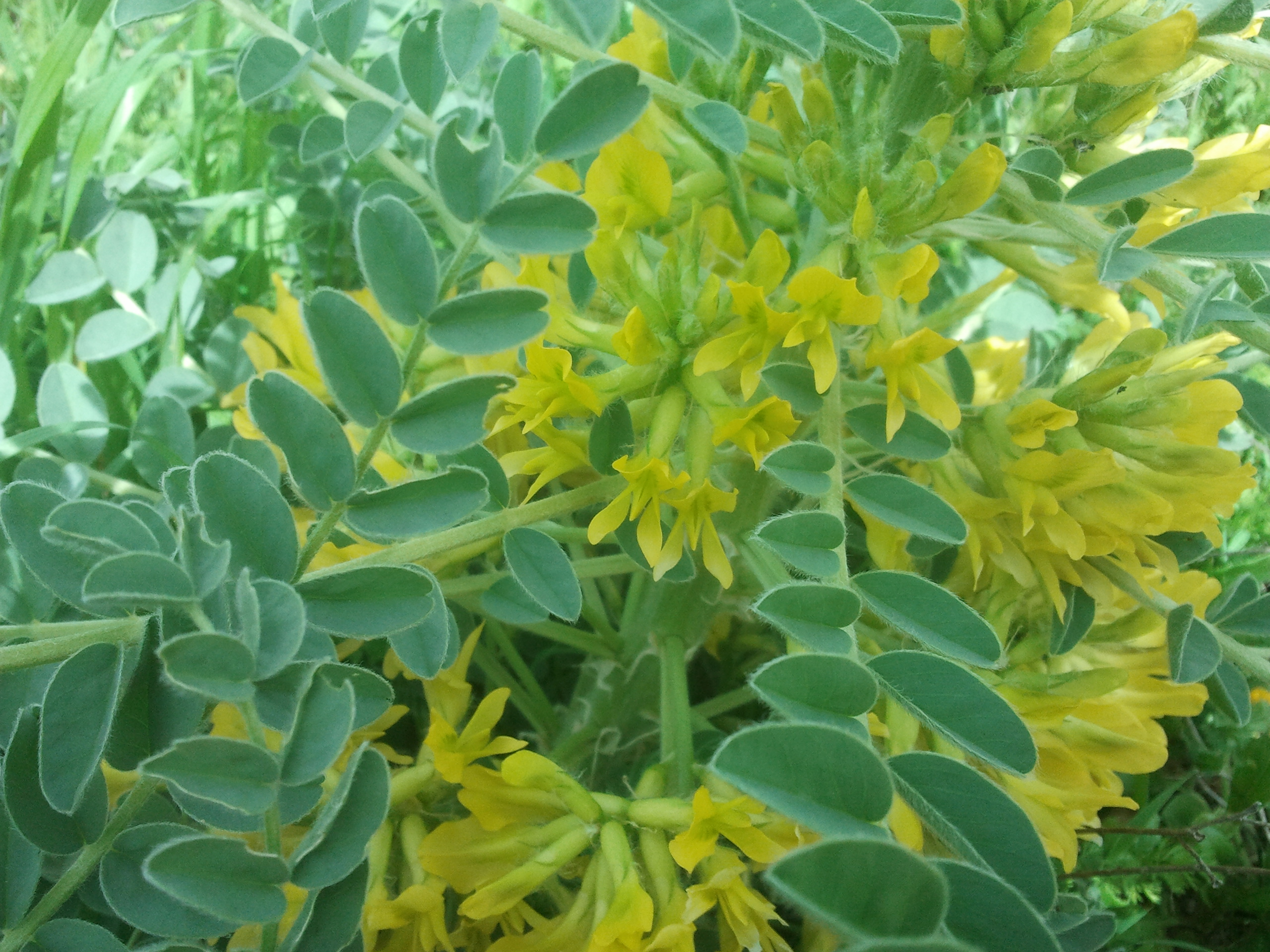
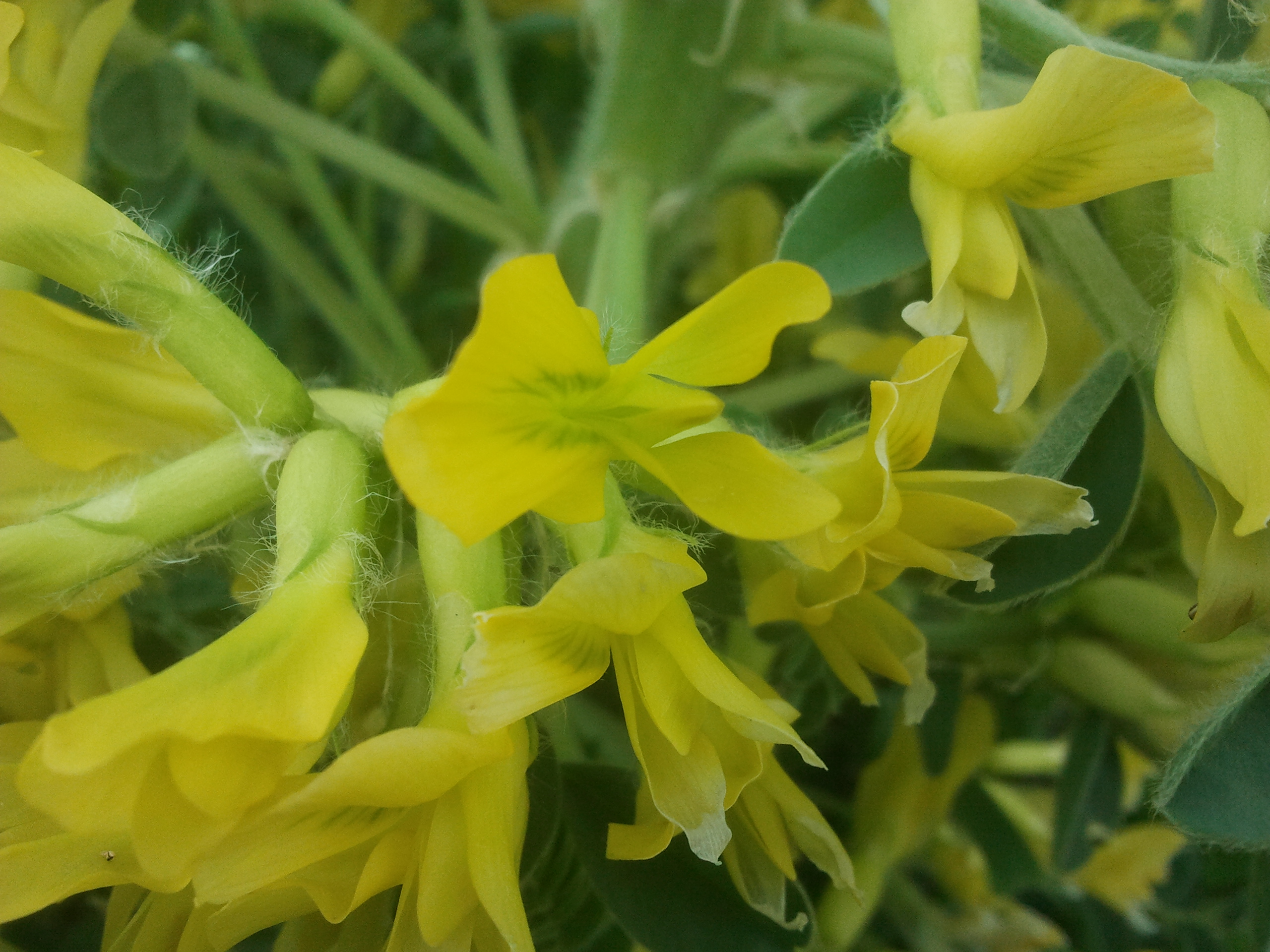